# Internationaler Männertag

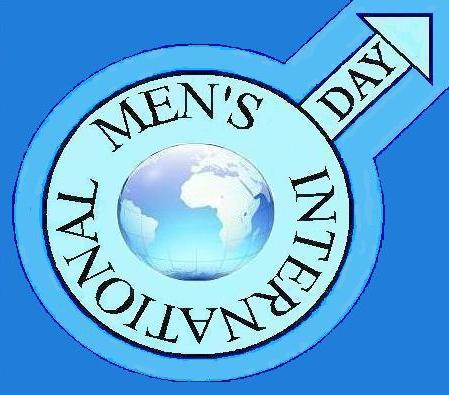
Logo

Der Internationale Männertag wird jährlich am 19. November gefeiert und wurde 1999 in Trinidad und Tobago eingeführt. Der Tag und seine Veranstaltungen werden von verschiedenen Personen und Gruppen in Australien, der Karibik, Nordamerika, Asien, Europa, Afrika und den Vereinten Nationen unterstützt.
Ingeborg Breines, die Direktorin der Abteilung Women and Culture of Peace, sagte im Namen der UNESCO über den Internationalen Männertag: „Dies ist eine großartige Idee, die zu mehr Gleichgewicht der Geschlechter führen würde. Die UNESCO freut sich auf eine Zusammenarbeit mit den Organisatoren des Internationalen Männertages.“

## Die Ziele
Ziele des Internationalen Männertages sind es, das Augenmerk auf Männer- und Jungen-Gesundheit zu legen, das Verhältnis der Geschlechter zu verbessern, die Gleichberechtigung der Geschlechter zu fördern und männliche Vorbilder hervorzuheben. Es ist ein Anlass, um Benachteiligungen von Männern und Jungen aufzuzeigen und ihren Einsatz für die Gemeinde, Familie, Ehe und Kinderbetreuung zu würdigen.
Der internationale Männertag wird in Trinidad und Tobago, Jamaika, Australien, Indien, den Vereinigten Staaten, Singapur, Malta, Südafrika, Ungarn, Irland, Ghana, Österreich, Kanada, Dänemark und Liechtenstein am 19. November begangen. Unterstützung für diesen Tag ist weit verbreitet. Er ist nicht zu verwechseln mit dem Weltmännertag.

## Agenda
Laut den Veranstaltern dient der Internationale Männertag dazu, Benachteiligungen von Männern und Jungen in den Bereichen Gesundheit, Familienrecht, Bildung und Medien aufzuzeigen sowie ihre positiven Leistungen und Einbringung zu würdigen. In den vergangenen Jahren wurden zum Anlass des Internationalen Männertages unter anderem Seminare, Schulveranstaltungen, Radio- und Fernsehprogramme, friedliche Demonstrationen, Debatten, Podiumsdiskussionen und Kunstausstellungen abgehalten. Laut den Gründern ist der Tag nicht dazu gedacht, mit dem Internationalen Frauentag zu konkurrieren, vielmehr dient er dem Ziel, die Erfahrungen von Männern in den Vordergrund zu stellen. Jedes Jahr wird ein zusätzliches Leitmotiv eingebracht, so etwa im Jahre 2002 Frieden, 2003 Männergesundheit, 2007 Heilung und Vergebung und 2009 Positive männliche Vorbilder. Teilnehmer müssen diese Leitmotive nicht übernehmen. Es steht ihnen frei, ihre eigenen einzubringen, die auf ihre Bedürfnisse und jeweiligen Interessen am besten zugeschnitten sind. Im Jahre 2009 wurden folgende Planziele als Basis für den Internationalen Männertag festgelegt:
- Fördern von männlichen Vorbildern; nicht nur Filmstars und Sportler, sondern auch normale Arbeiter, die ein anständiges, ehrliches Leben führen.
- Feiern des positiven Beitrags der Männer in den Bereichen Gesellschaft, Gemeinde, Familie, Ehe, Kinderbetreuung und Umwelt.
- Fokussieren auf Männergesundheit und Wohlbefinden in sozialer, emotionaler, physischer und spiritueller Hinsicht.
- Hervorheben von Diskriminierung gegen Männer in den Bereichen Sozialleistung, soziale Einstellung und Erwartungen sowie Recht.
- Verbessern des Geschlechterverhältnisses und Fördern von Gleichberechtigung.
- Schaffung einer sichereren, besseren Welt, in der Männer sicher sind und ihr ganzes Potential erreichen können.[5]

Laut dem Men’s Activism News Network ist der Internationale Männertag gekoppelt mit Movember – einer internationalen Wohltätigkeitsveranstaltung, bei der sich jährlich im November Männer Oberlippenbärte wachsen lassen, um während des Monats Spenden zugunsten der Erforschung und Vorbeugung von Prostatakrebs und anderen Gesundheitsproblemen von Männern zu sammeln, was eines der Hauptziele des Internationalen Männertages ist. Es gibt außerdem eine Verbindung mit dem Internationalen Kindertag, der am 20. November begangen wird und so eine 48-stündige Veranstaltung bildet, die zuerst Männer feiert, dann Kinder unter Berücksichtigung der Rollen, die Männer in ihrem Leben spielen.

## Kampagnen in Deutschland
Zum Internationalen Männertag 2016 haben die Deutsche Hauptstelle für Suchtfragen (DHS) und die Stiftung Deutsche Krebshilfe gemeinsam zur bundesweiten permanenten Informationskampagne über die Auswirkungen des Alkoholkonsums beim Mann auf eine Vielzahl von Krebserkrankungen aufgefordert.